# IC 187
IC 187 ist ein interagierendes Galaxienpaar im Sternbild Dreieck am nördlichen Fixsternhimmel. Es ist schätzungsweise 235 Millionen Lichtjahre von der Milchstraße entfernt.
Entdeckt wurde das Objekt am 18. Januar 1890 vom US-amerikanischen Astronomen Edward Swift.

## IC 187-Gruppe (LGG 41)
| Galaxie  | Alternativname | Entfernung/Mio. Lj |
| -------- | -------------- | ------------------ |
| PGC 7707 | CGCG 482-50    | 216                |
| PGC 7653 | CGCG 482-46    | 230                |
| PGC 7562 | CGCG 482-38    | 232                |
| PGC 7706 | UGC 1510       | 228                |
| PGC 7590 | UGC 1483       | 233                |
| PGC 7594 | UGC 1479       | 225                |
| PGC 7588 | UGC 1478       | 221                |
| PGC 7506 | UGC 1462       | 231                |
| PGC 7470 | UGC 1453       | 223                |
| PGC 7445 | UGC 1451       | 224                |
| NGC 776  | PGC 7560       | 224                |
| NGC 765  | PGC 7475       | 234                |
| IC 187   | PGC 7683       | 235                |
| IC 1764  | PGC 7603       | 231                |